# 黑龙宫水库
黑龙宫水库是中国黑龙江省哈尔滨市尚志市境内的一座水库，位于大亮子河上，建于1974年。水库正常库容为1300万立方米，集雨面积为118平方千米，海拔为158.5米。